# Palacete de João Carlos Infante Passanha
O Palacete de João Carlos Infante Passanha, também conhecido como Solar dos Frades, é uma antiga casa senhorial, situada no centro da vila de Ferreira do Alentejo, no Distrito de Beja, em Portugal.

## Descrição
O Palacete forma, em conjunto com a Moradia D. Diogo Maldonado Passanha, a unidade de turismo do Solar dos Frades. O Solar dos Frades tem acesso pela Rua Miguel Bombarda, em Ferreira do Alentejo. Apresenta um estilo típico do Romantismo, especialmente na decoração do edifício.

## História
O palacete foi construídos por João Carlos Infante Passanha, membro de uma abastada família do concelho, entre os finais do século XVIII e inícios do XIX. A sua construção está integrada numa fase de renovação urbana na vila, devido à melhoria das condições económicas derivada dos incentivos à produção vinícola. Como sucedeu com os outros edifícios construídos pela família Passanha, o palacete ajudou a transformar a imagem de Ferreira do Alentejo, dando-lhe uma aparência mais urbana, especialmente no centro da vila, zona de excelência para as famílias mais abastadas.
O edifício foi depois ocupado por uma prisão e por um colégio, tendo nessa altura recebido a denominação popular de Solar dos Frades. Nos finais do Século XX ou princípios do século XXI, foi comprada por uma família de origem holandesa, que fez obras de recuperação e a adaptou numa unidade de turismo de habitação.